# Rudolf Schurman
Rudolf Schurman (ur. 1894?) – austriacki piłkarz i trener.
Jako piłkarz był obrońcą wiedeńskich klubów: Floridsdorfer AC i Wacker.
Pod koniec lat 30. XX wieku przyjechał do Polski, gdzie przez 1,5 roku trenował Łódzki Klub Sportowy. W 1938 głównie przez bardzo słabą postawę łodzian w meczach wyjazdowych (bez punktu), Schurman opuścił wraz ze swoimi podopiecznymi szeregi I ligi. Po wyjeździe z Łodzi trenował niemiecki Beuthen 09.